# Rutpela
Rutpela es un género de coleópteros crisomeloideos de la familia Cerambycidae. Se distribuyen por el paleártico de Eurasia.

## Especies
Se reconocen las siguientes:
- Rutpela inermis
- Rutpela maculata